# Covedale (Ohio)
Covedale es un lugar designado por el censo ubicado en el condado de Hamilton en el estado estadounidense de Ohio. En el Censo de 2010 tenía una población de 6447 habitantes y una densidad poblacional de 889 personas por km².

## Geografía
Covedale se encuentra ubicado en las coordenadas 39°7′36″N 84°38′10″O / 39.12667, -84.63611. Según la Oficina del Censo de los Estados Unidos, Covedale tiene una superficie total de 7.25 km², de la cual 7.25 km² corresponden a tierra firme y (0%) 0 km² es agua.

## Demografía
Según el censo de 2010, había 6447 personas residiendo en Covedale. La densidad de población era de 889 hab./km². De los 6447 habitantes, Covedale estaba compuesto por el 93.69% blancos, el 3.44% eran afroamericanos, el 0.03% eran amerindios, el 1.09% eran asiáticos, el 0.03% eran isleños del Pacífico, el 0.34% eran de otras razas y el 1.38% pertenecían a dos o más razas. Del total de la población el 0.96% eran hispanos o latinos de cualquier raza.